# Estádio Municipal José Francisco Breda
Estádio Municipal José Francisco Breda é um estádio de futebol localizado na cidade de Hortolândia, interior de São Paulo, Brasil.
O estádio é conhecido na cidade como "Tico Breda", e recebe jogos do primeiro time profissional da cidade, o Social Esportiva Vitória, conhecido como SEV Hortolândia.

## Nome
O nome do estádio é uma homenagem póstuma a José Francisco Breda, o Tico Breda, subprefeito de Hortolândia por quatro vezes na época em que o município era distrito de Sumaré. Também foi vereador.

## História
Um dos investimentos mais importantes da cidade na área de esporte, foi a construção do Estádio Municipal José Francisco Breda, o Tico Breda. Localizado no Centro Poliesportivo Nelson Cancian, no bairro Jardim Nova Hortolândia, o espaço tem capacidade para receber até 10 mil torcedores. O Tico Breda tornou-se, também, a casa do primeiro time profissional de futebol de Hortolândia, o Social Esportiva Vitória. Hortolândia sempre foi marcada pelo futebol amador que nos finais de semana agitam os campos da cidade.
A obra foi possível com a parceira das Secretárias de Finanças, Infraestrutura Urbana e Esporte. O campo possui arquibancadas para acomodar 4 mil torcedores, gramado de 99 x 67m, vestiários para os times e cabines de imprensa.
A obra levou o futebol profissional para o município de Hortolândia e se transformou na "toca do lobo", em referência ao SEV, que tem como mascote o lobo-guará.

### Partidas
O jogo de estreia do SEV na cidade coincidiu com a inauguração do estádio. O primeiro jogo contou com a presença de três mil torcedores que viram SEV e Ferroviária no dia 19 de março de 2006. A partida terminou com a vitória dos visitantes por 2 a 0. O árbitro da partida inaugural foi José Roberto Marques, com os assistentes Andreval de Jesus Monteiro e Eduardo de Jesus Conceição. O primeiro gol do Tico Breda foi da Ferroviária, marcado por Sandro Goiano aos 43 minutos do primeiro tempo, e o segundo gol foi marcado por Dinei aos 41 da segunda etapa.
Em 2008, o estádio recebeu jogos do grupo V da Copa São Paulo de Futebol Júnior, sendo que, neste ano pela primeira vez Hortolândia foi sede da copa. No ano de 2009, pela segunda vez consecutiva, o município foi sede da copinha.